# 希臘和丹麥的瑪麗娜公主
肯特公爵夫人瑪麗娜公主，CI，GCVO，GBE，GCStJ（英語：Princess Marina, Duchess of Kent，1906年12月13日—1968年8月27日），本名希臘及丹麥的瑪麗娜公主（希臘語：Πριγκίπισσα Μαρίνα της Ελλάδας και Δανίας），香港通稱根德公爵夫人，英國王室成員，即英王喬治五世與玛丽王后第四子，肯特公爵喬治王子之夫人以及英王愛德華八世和喬治六世弟媳。
瑪麗娜公主是最後一位嫁入英國王室的外國公主，自她以後，至今皇室婚姻中的新娘多是貴族或平民出身。

## 生平

### 早年生涯
馬里納郡主於1906年12月13日生於希臘雅典。父親希臘及丹麥尼古拉王子殿下，是希臘的喬治一世三子。而母親俄羅斯埃琳娜女大公殿下則是俄國沙皇亞歷山大二世的孫女。
她在1906年年底受洗，教父和教母分別是喬治一世、英皇愛德華七世、叔父安德烈阿斯王子、俄國鮑里斯·弗拉基米羅維奇大公、威爾斯王妃玛丽和西里爾·弗拉基米羅維奇女大公。
由於歐登堡皇朝在希臘的管治不得人心，馬里納郡主在11歲的時候，國內發生政變，結果她在那次政變中隨家人流亡到巴黎，及後又輾轉居住於歐洲各地。

### 婚姻生活
在1934年11月29日，馬里納郡主下嫁英國的肯特公爵喬治王子，成為肯特公爵夫人，婚禮在倫敦西敏寺舉行，兩人育有下列子女：
- （1935年10月9日—，自1942年8月25日起成為根德公爵）
- 雅麗珊郡主 （1936年12月25日—）
- （1942年7月4日—）

根德公爵在第二次世界大戰於英國皇家空軍中服役，惟於1942年8月25日在蘇格蘭凱斯內斯的一宗墜機意外中喪生，死時年僅39歲，此後根德公爵夫人守寡26年。

### 晚年生涯
在丈夫死後，根德公爵夫人仍然活躍於英國皇室家庭，並充分履行皇室與官方職務，除出訪各地以外，也長年擔任溫布頓的英國全國草地網球及槌球會主席。
1961年6月，現任的根德公爵愛德華親王迎娶凱瑟琳·沃斯利。就在兩人大婚前不久，根德公爵夫人宣佈希望自己能被稱為「根德公爵夫人馬里納郡主殿下」，而非「根德公爵太夫人殿下」，其要求最終得到她的姪女英女皇伊丽莎白二世所批准。其實，馬里納郡主早在1934年下嫁根德公爵起，便取得了「根德公爵夫人，聖安德魯伯爵夫人和唐帕特里克男爵夫人殿下」頭銜，但她仍留有希臘及丹麥郡主之身份，因此，她只是在長子成婚以後，兼用她舊有的頭銜。
自1963年至她逝世為止，根德公爵夫人出任位於坎特伯里的肯特大學創校校監。在1968年8月27日，根德公爵夫人因腦癌病逝於肯辛頓宮，享年61歲。

## 根德公爵夫人訪港

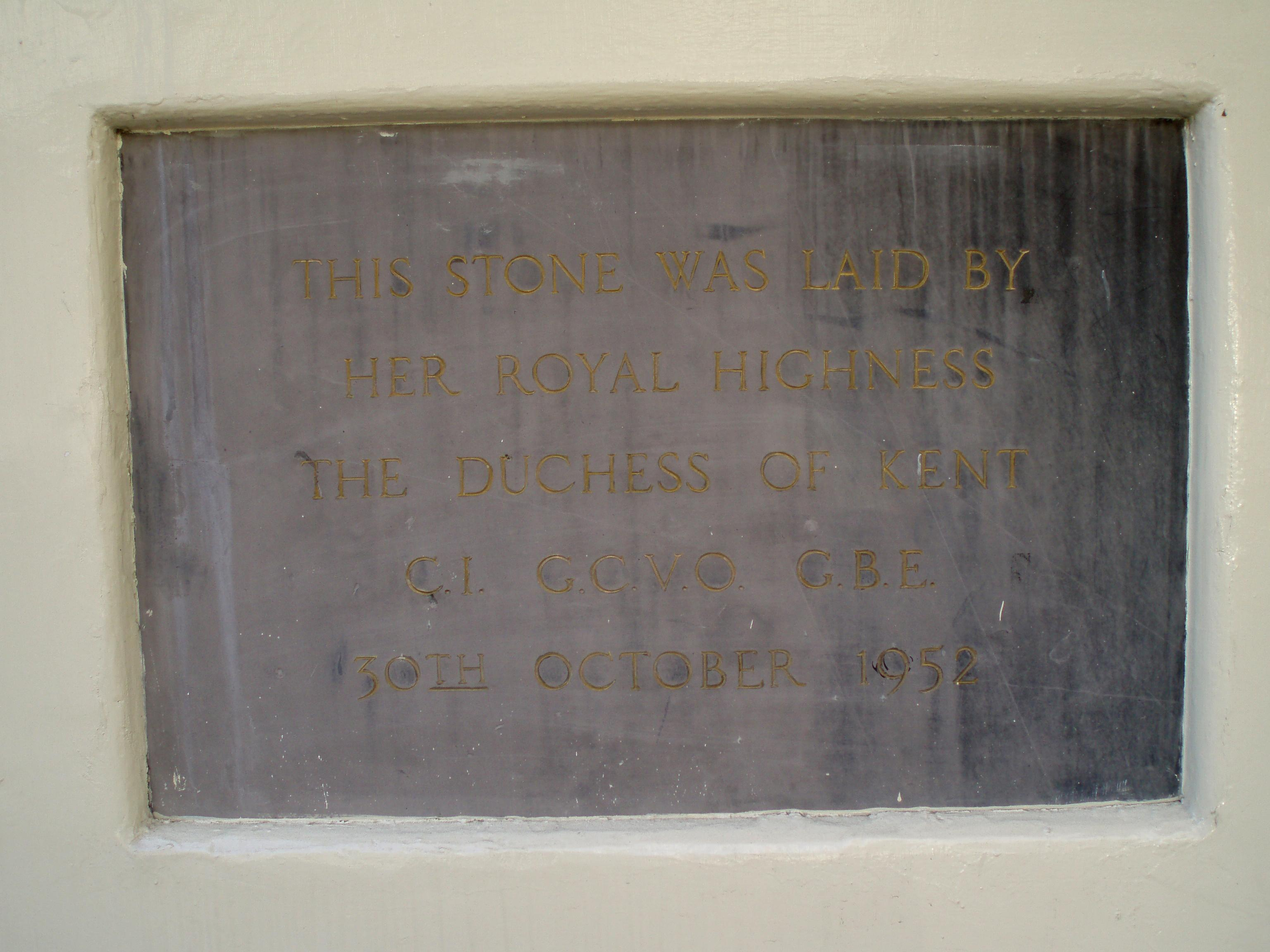
根德公爵夫人在1952年10月30日為伊利沙伯女皇二世青年遊樂場館立下奠基石。

根德公爵夫人曾代表英女皇與兒子根德公爵，在1952年10月26日至11月1日到訪英屬香港。這是自1922年4月，英國皇儲愛德華王子及告羅士打公爵在1929年訪港以來，首次有皇室人員訪港。
根德公爵夫人在港期間，曾得到香港政府與市民的熱烈款待。而在短短4日的行程中，她曾分別到訪總督府、各大會社、律敦治療養院和香港大學等地，並且接見了周壽臣爵士和何東爵士等華人領袖。此外，公爵夫人在訪問香港大學期間，答應准許創立一個以她命名的舍堂。
根德公爵夫人曾到以下地方立下奠基石：
- 位於醫院道的贊育醫院新址
- 位於染布房街的伊利沙伯女皇二世青年遊樂場館

以下事物在根德公爵夫人離港後所命名：
- 香港大學根德公爵夫人堂 （1953年）

## 頭銜與榮譽

### 通稱頭銜
- 希臘及丹麥馬里納郡主殿下 （1906年12月13日—1934年11月29日）
- 根德公爵夫人殿下 （1934年11月29日—1937年5月11日）
- 根德公爵夫人殿下，GBE （1937年5月11日—1937年6月9日）
- 根德公爵夫人殿下，CI，GBE （1937年6月9日—1948年1月1日）
- 根德公爵夫人殿下，CI，GCVO，GBE （1948年1月1日—1961年6月8日）
- 根德公爵夫人馬里納郡主殿下，CI，GCVO，GBE （1961年6月8日—1968年8月27日）

### 榮譽
- 印度皇冠勳章成員
- 皇家維多利亞爵級大十字勳章
- 大英帝國爵級大十字勳章
- 聖約翰美德爵級大十字勳章
- 喬治五世二等皇室家庭勳章
- 喬治六世二等皇室家庭勳章
- 伊莉莎伯二世二等皇室家庭勳章
- 聖奧爾加及聖索菲亞一等勳章　（希臘）
- 慈善大十字勳章　（希臘）
- 阿茲特克巨鷹國家大十字勳章 （墨西哥）
- 秘魯太陽大十字勳章　（秘魯）
- 功績大十字勳章　（智利）
- 南方十字大十字國家勳章　（巴西）
- 解放者聖馬丁大十字勳章 （阿根廷）

### 名譽軍階
她曾在以下單位擔任「名譽團長」（Colonel-in-chief）：
- 根德軍團
- 女皇直屬皇家西根德軍團
- 多塞特軍團
- 艾塞克斯及根德蘇格蘭軍團
- 德文郡及多塞特軍團
- 皇家電氣及機械工程兵團
- 女皇軍團 （聯合）

她曾在以下單位擔任「名譽陸軍上校」：
- 牛津郡及白金漢郡輕步兵團白金漢郡大隊
- 牛津郡及白金漢郡輕步兵團第四大隊
- 431LAA軍團皇家砲兵隊
- （皇家白金漢郡義勇騎兵隊，女皇直屬牛津郡輕騎兵及伯克郡）野外軍團第299營皇家砲兵隊
- 白金漢郡軍團皇家砲兵隊 （區域）

她曾在以下單位擔任：
- 女皇直屬暗黃色軍團：陸軍上校
- 皇家澳洲海軍女子服務團：名譽指揮官

## 請參見
- 根德公爵夫人
- 根德公爵喬治王子
- 肯特公爵愛德華王子
- 根德公爵夫人凱瑟琳

## 引用
1. ↑  Vovk, Justin C. . iUniverse. 2012: 461  [2017-11-01]. ISBN 978-1-4759-1749-9. （原始内容存档于2020-11-22） （英语）.

## 外部連結
- 根德公爵夫人堂 （页面存档备份，存于）